# Music Man StingRay
Il Music Man StingRay è un basso elettrico prodotto dalla Music Man a partire dal 1976 e progettato da Leo Fender e Tom Walker. È stato il primo basso elettrico prodotto con equalizzazione preamplificata attiva a bordo ed è il più longevo ancora in produzione della casa californiana. È caratterizzato da una linea ergonomica, una costruzione solida, un ponte massiccio in acciaio temprato, con battipenna ovale simmetrico e chiavette d'accordatura nell'inedita disposizione 3+1.

## Caratteristiche

Logo dello StingRay

È prodotto in diverse versioni e combinazioni di colore del battipenna e del corpo solido, che è realizzato in frassino o più raramente in mogano. Il manico è di acero, mentre la tastiera di 21 tasti può essere di acero, palissandro o ebano, anche fretless. Sin dal debutto lo StingRay ha montato la novità assoluta di un equalizzatore preamplificato a tre potenziometri, rispettivamente per volume, alti e bassi, posizionati su una placca cromata sotto il battipenna. Dopo il passaggio della Music Man a Ernie Ball, nel 1984, furono introdotte anche delle versioni "Special", che montano un equalizzatore a quattro potenziometri per volume, alti, medi e bassi, mentre l'attacco bolt-on del manico venne irrobustito con l'impiego di cinque o sei viti, invece delle tre utilizzate in precedenza; dal 2015 è possibile scegliere anche l'attacco del manico neck-thru. L'equalizzatore interno è alimentato con una o due batterie da 9V, a seconda della versione, così come, a seconda della versione, il ponte può montare quattro "stoppa corda" che, una volta alzati, simulano l'effetto palm mute.

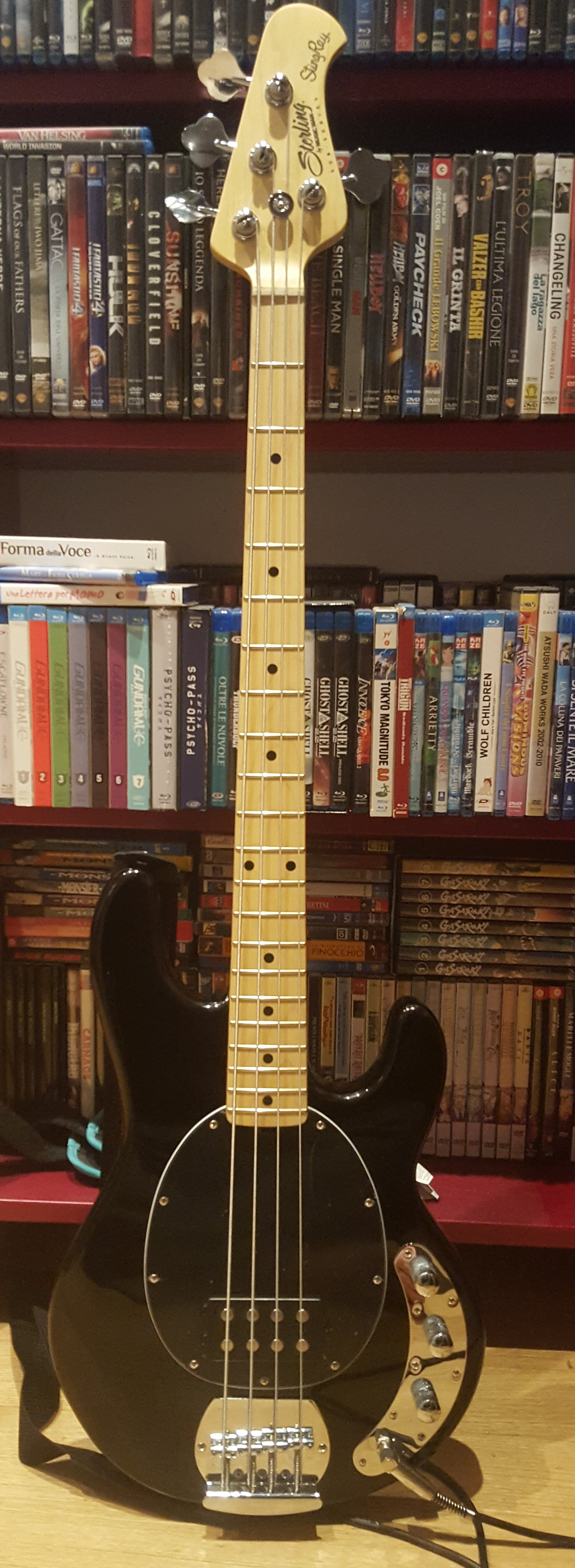
Sterling by Music Man StingRay 4

Nato con la storica configurazione a un solo pick-up humbucker al ponte con magneti in alnico a doppio avvolgimento (H), ideato da Music Man, nel 2005 sono state introdotte anche le configurazioni con un humbucker al ponte e un single coil al manico (HS) e quella con due humbucker, uno al ponte e uno al manico (HH), già vista sul vecchio Sabre e riproposta con il Bongo nel 2003. Le due nuove configurazioni consentono una maggiore varietà di suoni rispetto al solo humbucker al ponte, grazie a uno switch con il quale è possibile selezionare cinque diverse combinazioni delle varie bobine.

Dal 1987 ne è prodotta anche una versione a cinque corde e 22 tasti, lo StingRay5, con le chiavette d'accordatura nella disposizione 4+1, una forma del battipenna leggermente modificata nella parte inferiore, che ingloba i potenziometri dell'equalizzatore, e con le stesse opzioni di configurazione dell'elettronica.
 Di recente ne è stata realizzata anche una produzione limitata in versione "Short Scale" con scala da 30", invece dei classici 34", più compatta e maneggevole.
La caratteristica principale del Music Man StingRay, a parte l'inedita disposizione delle chiavette, rimane senza dubbio la sua configurazione elettronica originaria, con un solo humbucker alnico al ponte, dal suono sufficientemente corposo ma, nello stesso tempo, più incisivo e definito, e con l'equalizzazione attiva preamplificata. Per questo molti bassisti lo hanno preferito, impiegandolo con grande efficacia, come in particolare, in tempi più recenti, Tim Commerford dei Rage Against the Machine e Flea dei Red Hot Chili Peppers. Ideale per lo slapping, ma anche per il fingerstyle e il pick playing, lo StingRay è sorprendentemente versatile con il suo pickup singolo, risultando tra i bassi elettrici più apprezzati e utilizzati, al pari dei Fender.

## OLP, SUB e Sterling by Music Man StingRay
A partire dalla fine degli anni '90 Music Man ha licenziato anche la produzione di versioni più economiche dello StingRay, commercializzate con il marchio "OLP" fino al 2008, poi anche "SUB" dal 2003 al 2006 e infine "SUB" e "Sterling by Music Man" dal 2009. Gli StingRay OLP erano prodotti in Cina e Corea del Sud, mentre i primi StingRay SUB erano prodotti in California; dal 2009 si tratta invece di strumenti tutti assemblati in Indonesia, Cina o Corea del Sud, il cui minor costo dipende in tutti i casi dalla drastica riduzione dei tempi di costruzione resa possibile dalla minore finitura del corpo e del manico, nonché della verniciatura. L'elettronica dei SUB e degli Sterling asiatici, in particolare, è invece la stessa dell'originale Music Man fabbricato in California, eccezion fatta per i magneti in ceramica degli humbucker, mentre variano i legni di costruzione, laddove di base il corpo è realizzato in tiglio e il manico e la tastiera in acero, sebbene ne esistano diverse versioni con sensibili variazioni di prezzo: la migliore versione dello Sterling by Music Man StingRay (Ray 34, a 4 corde e Ray 35, a 5 corde), con corpo in mogano e tastiera in palissandro, costa in ogni caso circa la metà della versione meno costosa del Music Man StingRay californiano. Le versioni Sterling by Music Man dello StingRay non vanno confuse con il Music Man Sterling, che è un basso diverso della linea superiore marchiata Music Man.